# Popoli (revista)
Popoli es la revista internacional de los jesuitas italianos. Fundada en 1915, hoy en día se publica en Milán.

## Historia

### Las Misiones de la Compañía de Jesús
A finales de 1914 bajo iniciativa del jesuita Giuseppe Petazzi, se inició en Venecia la publicación del quincenal Le Missioni della Compagnia di Gesù (Las Misiones de la Compañía de Jesús). Con la bendición de papa Benedicto XV, el primer número se estrenó en enero de 1915, «mientras todos los ánimos se entristecen por la oscura visión de la guerra que desgarra Europa», como escribía el director en el primer editorial. La revista se proponía «narrar la gran labor de las misiones», con una referencia especial a la de los jesuitas italianos. Desde el principio se distinguió por un importante uso de las imágenes y de la visión internacional, marcada también por el exotismo típico de la época. Pasada a ser una revista mensual en 1943, la revista desde 1954 pasó del formato cuaderno a uno más grande, parecido al actual, impreso en rotocalco.

### Popoli e Missioni
En 1970 hubo dos importantes novedades: la colaboración entre jesuitas italianos y la dirección italiana de las Pontificie Opere Missionarie, colaboración desde la cual nació un nuevo encabezado Popoli e Missioni; la introducción de las fotos en color. La nueva revista amplió sus horizontes, empezando a ocuparse de todo el mundo de la evangelización con una visión más universal

### Popoli
En 1987 inició la tercera fase de la historia del mensual: terminada la colaboración con las Pontificie Opere Missionarie, el encabezado asumió la actual denominación de Popoli. En 1993 entró en la redacción el primer periodista laico. La revista empezó a estar siempre más atenta a los desequilibrios entre Norte y Sur a nivel mundial, siguiendo el camino marcado por Giuseppe Bellucci (director desde 1976), que se preguntaba: «Vamos hacia un nuevo tipo de explotación o hacia un mundo más justo?». Popoli se calificó siempre más como una revista de información además que como un mensual misionero. En 1998 padre Bellucci dejó la revista dirigida a lo largo de 22 años y, después la breve dirección de padre Giustino Béthaz, en 1999 le sucedió padre Bartolomeo Sorge, exdirector de La Civiltà Cattolica y al mismo tiempo de Aggiornamenti Sociali. En 2006 Stefano Femminis es nombrado director, primer laico responsable de una revista de jesuitas en Italia. Fiel a su perfil internacional, en los últimos años Popoli ha centrado su atención siempre más en las dinámicas de la inmigración en Italia y de la transformación de la sociedad multiétnica. Desde 2010 un magazine virtual complementa la revista con contenidos extras respeto a la publicación en papel, y en 2011 Popoli ha sido la primera revista católica italiana en desarrollar una aplicación para i-Pad.

## Objetivos
Padre Bellucci en el libro Popoli, 90 anni (2005) escribió que los fines de la revista son los siguientes:
- Subrayar los valores culturales y religiosos de los pueblos del mundo. Guiar al lector, a través de los artículos y de las imágenes, al descubrimiento del próximo
- Atención especial a la inculturación del Evangelio en diferentes áreas culturales del mundo
- Atención al aspecto ecuménico de la misión, dando relevancia a los aspectos más significativos del diálogo entre la Iglesia y las religiones.

## Temáticas principales
Hoy en día la revista se desarrolla alrededor de tres ejes. El primero, «Caminos de justicia», abarca temas de calibre sociopolítico sobre el Sur del mundo y la inmigración: desde derechos humanos hasta cooperación, desde desequilibrios económicos hasta medio ambiente, etc. En el segundo, «Identidad-diferencia», se profundizan las dimensiones culturales, antropológicas y religiosas de las poblaciones y el desafío del encuentro entre culturas distintas en un mundo globalizado. El tercer eje, «Diálogo y anunciación», es dedicado a los temas interreligiosos, al ecumenismo y a contar como cambia la misión hoy en día.
Las mismas llaves de lectura de la realidad definen la línea del magazine virtual y de todas las iniciativas editoriales de Popoli.
- Datos: Q2001313